# François Le Douarec
François Le Douarec, né le 21 octobre 1924 à Rennes et mort le 20 octobre 2008 dans la même ville, est un avocat et homme politique français, membre de l'Union pour la nouvelle République, puis de l'Union des démocrates pour la République et enfin du Rassemblement pour la République. Il est député d'Ille-et-Vilaine de 1962 à 1981 et président du Conseil général d'Ille-et-Vilaine de 1976 à 1982.

## Biographie
Ancien résistant et membre de la Division Leclerc, il adhère en 1947 au RPF, dont il devient délégué départemental à 23 ans. Il se présente sous l'étiquette UNR aux élections législatives de 1962 et est élu député d'Ille-et-Vilaine. Il est constamment réélu, sous les étiquettes UDR puis RPR jusqu'en 1981, date à laquelle il décide de ne pas se représenter. À ce titre, il est juge titulaire à la Haute Cour de justice de 1973 à 1983. Avocat de formation, il présida le Syndicat National des Avocats de 1959 à 1963.
François Le Douarec est membre, de 1969 à 1985, et président, de 1976 à 1982, du conseil général d'Ille-et-Vilaine. Il soutient, en 1989, une thèse en histoire contemporaine portant sur l'homme politique et ancien Président du Conseil, Felix Gaillard.
Il meurt le 20 octobre 2008, la veille de son 84e anniversaire.

## Mandats
Député
- 25/11/1962 - 30/06/1968 : député de la deuxième circonscription d'Ille-et-Vilaine
- 30/06/1968 - 01/04/1973 : député de la deuxième circonscription d'Ille-et-Vilaine
- 02/04/1973 - 02/04/1978 : député de la deuxième circonscription d'Ille-et-Vilaine
- 03/04/1978 - 22/05/1981 : député de la deuxième circonscription d'Ille-et-Vilaine

Conseiller général
- 15/03/1969 - 21/03/1976 : membre du Conseil général d'Ille-et-Vilaine
- 15/03/1976 - 21/03/1982 : président du Conseil général d'Ille-et-Vilaine
- 22/03/1982 - 02/10/1982 : président du Conseil général d'Ille-et-Vilaine
- 03/10/1982 - 27/03/1985 : membre du conseil général d'Ille-et-Vilaine